# Stephen "tWitch" Boss
Stephen Laurel "tWitch" Boss, född 29 september 1982 i Montgomery i Alabama, död 13 december 2022 i Encino i utkanten av Los Angeles, Kalifornien (självmord), var en amerikansk hiphopdansare, koreograf, skådespelare, TV-producent, och TV-personlighet. Han deltog år 2008 i dansrealityprogrammet So You Think You Can Dance, där han slutade på en andraplats. Han var från 2014 till 2022 också aktiv inom Ellen DeGeneres Show, både som återkommande gästvärd, och som samarbetande exekutiv producent.
Boss var från 2013 till sin död år 2022 gift med dansaren och skådespelerskan Allison Holker (född 1988), även hon känd från So You Think You Can Dance. Tillsammans med henne fick han två gemensamma barn, en son (född 2016) och en dotter (född 2019). Holker har också ytterligare en dotter, detta från en tidigare relation.
Boss begick den 13 december 2022 självmord genom att skjuta sig i huvudet. Han är begravd på Forest Lawn Memorial Park i Glendale i Kalifornien.

## Filmografi (i urval)

### Filmer
- 2007 – Blades of Glory
- 2007 – Hairspray
- 2010 – Stomp the Yard 2: Homecoming
- 2010 – Step Up 3D
- 2012 – Step Up Revolution
- 2014 – Step Up: All In
- 2015 – Magic Mike XXL

### TV-serier
- 2008–2022 – So You Think You Can Dance (TV-serie)
- 2010 – Bones (TV-serie)
- 2011 – Touch (TV-serie)
- 2012 – Drop Dead Diva (TV-serie)
- 2013 – Strictly Come Dancing (TV-serie) (Dancing with the Stars)
- 2014–2022 – Ellen DeGeneres Show (TV-serie)
- 2016 – Love (TV-serie)
- 2018 – Modern Family (TV-serie)
- 2018 – Young & Hungry (TV-serie)